# Drawn and Quarterly
Drawn and Quarterly (auch D+Q) ist ein kanadischer Comicverlag mit Sitz in Montréal, Québec. Der Verlag entstand aus dem gleichnamigen Comic-Anthologiemagazin, das 1990 von Chris Oliveros in Anlehnung an Art Spiegelmans RAW gestartet wurde.
Neben dem Anthologiemagazin, das nur mehr einmal jährlich erscheint, verlegt Drawn and Quarterly Graphic Novels und fortlaufende Serien im Bereich der Independent- und alternativen Comics.
Der Name des Verlags ist neben der offensichtlichen Bedeutung (gezeichnet und vierteljährlich) auch ein Wortspiel auf die Hinrichtungsmethode des Vierteilens, im englischen to be drawn and quartered.

## Veröffentlichungen (Auszug)
- Drawn & Quarterly
- Fabulous Babes (1995)
- Atlas von Dylan Horrocks
- Berlin von Jason Lutes
- Optic Nerve von Adrian Tomine
- Palookaville von Seth
- Peepshow von Joe Matt
- Babel von David B.
- Dirty Plotte von Julie Doucet
- Louis Riel: A Comic-Strip Biography von Chester Brown
- Nowhere von Debbie Dreschsler
- The Push Man and Other Stories von Yoshihiro Tatsumi
- Road to America von Baru
- Sof'Boy von Archer Prewitt
- Surviving Saskatoon von David Collier
- Underwater von Chester Brown
- Vellevision: A Cocktail of Comics and Pictures von Maurice Vellekoop
- Yummy Fur von Chester Brown
- Paying for it. A Comic-Strip Memoir about Being a John, von Chester Brown, introduction by Robert Crumb, 2011 ISBN 978-1-77046-048-5